# Polonnaruwa Vatadage

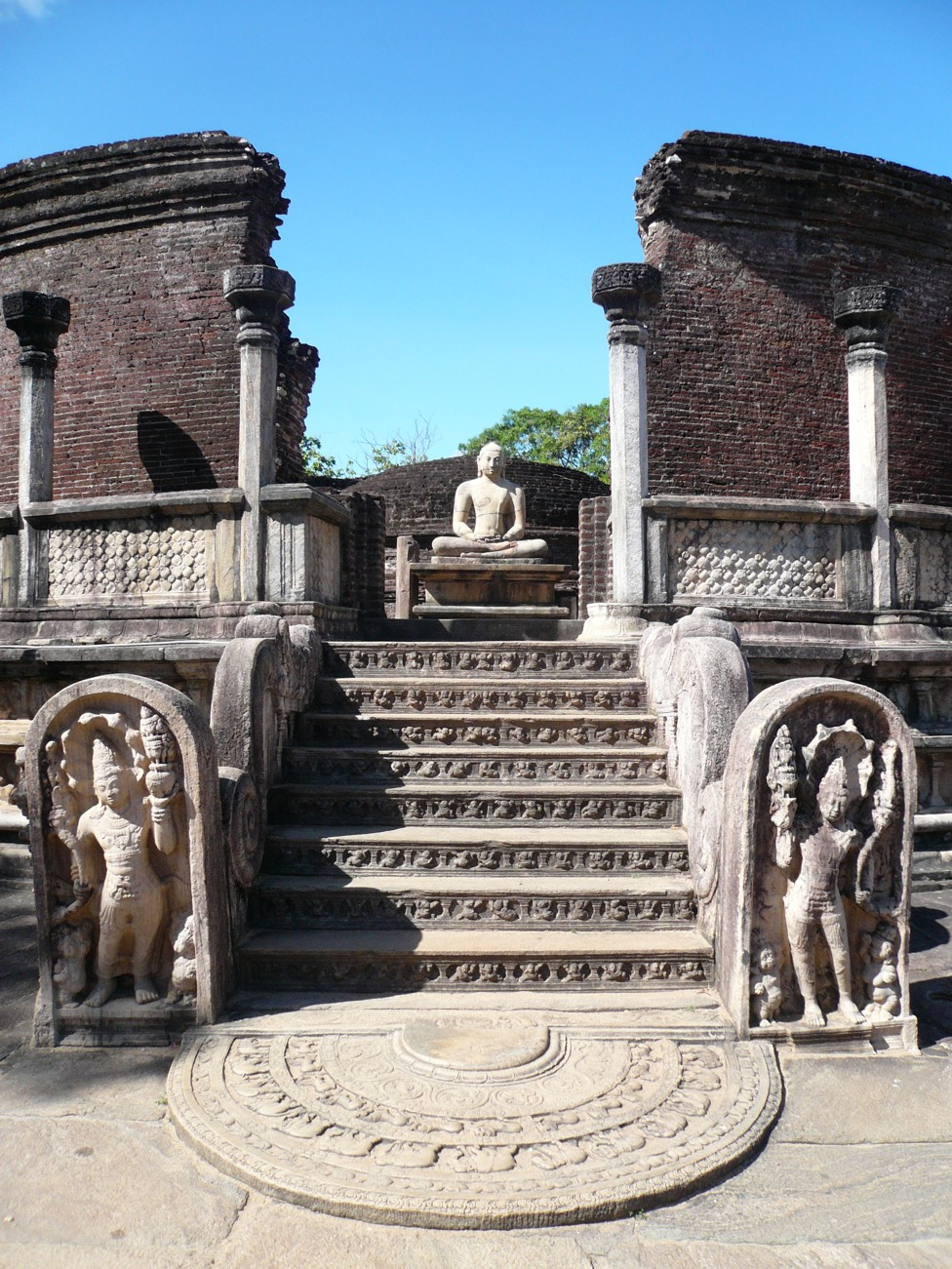
Una de las cuatro puertas que conducen al Vatadage.

El Polonnaruwa Vatadage es una estructura antigua que se remonta al Reino de Polonnaruwa de Sri Lanka. Se cree que fue construido durante el reinado de Parakramabahu I para sostener el Danta Dhatu (la reliquia del diente de Buda) o durante el reinado de Nissanka Malla de Polonnaruwa para sostener el cuenco de limosnas usado por Buda. Ambas reliquias veneradas habrían dado a la estructura un gran significado e importancia en ese momento. Ubicado dentro de la antigua ciudad de Polonnaruwa, es el ejemplo mejor conservado de un vatadage en el país, y ha sido descrito como el "último desarrollo" de este tipo de arquitectura. Abandonado durante varios siglos, los trabajos de excavación en Polonnaruwa Vatadage comenzaron en 1903.
Construida para la protección de una pequeña estupa, la estructura tiene dos plataformas de piedra decoradas con relieves. A la plataforma inferior se accede a través de una única entrada orientada al norte, y a la segunda plataforma a través de cuatro puertas orientadas hacia los cuatro puntos cardinales. La plataforma superior, rodeada por una pared de ladrillos, contiene la estupa. Cuatro estatuas de Buda están sentadas a su alrededor, cada una frente a una de las entradas. También se habían colocado aquí tres filas concéntricas de columnas de piedra, presumiblemente para soportar un techo de madera. Toda la estructura está decorada con tallas de piedra. Algunas de las tallas en Polonnaruwa Vatadage, como sus sandakada pahanas, se consideran los mejores ejemplos de tales características arquitectónicas. Aunque algunos arqueólogos han sugerido que también tenía un techo de madera, otros cuestionan esta teoría.

## Historia

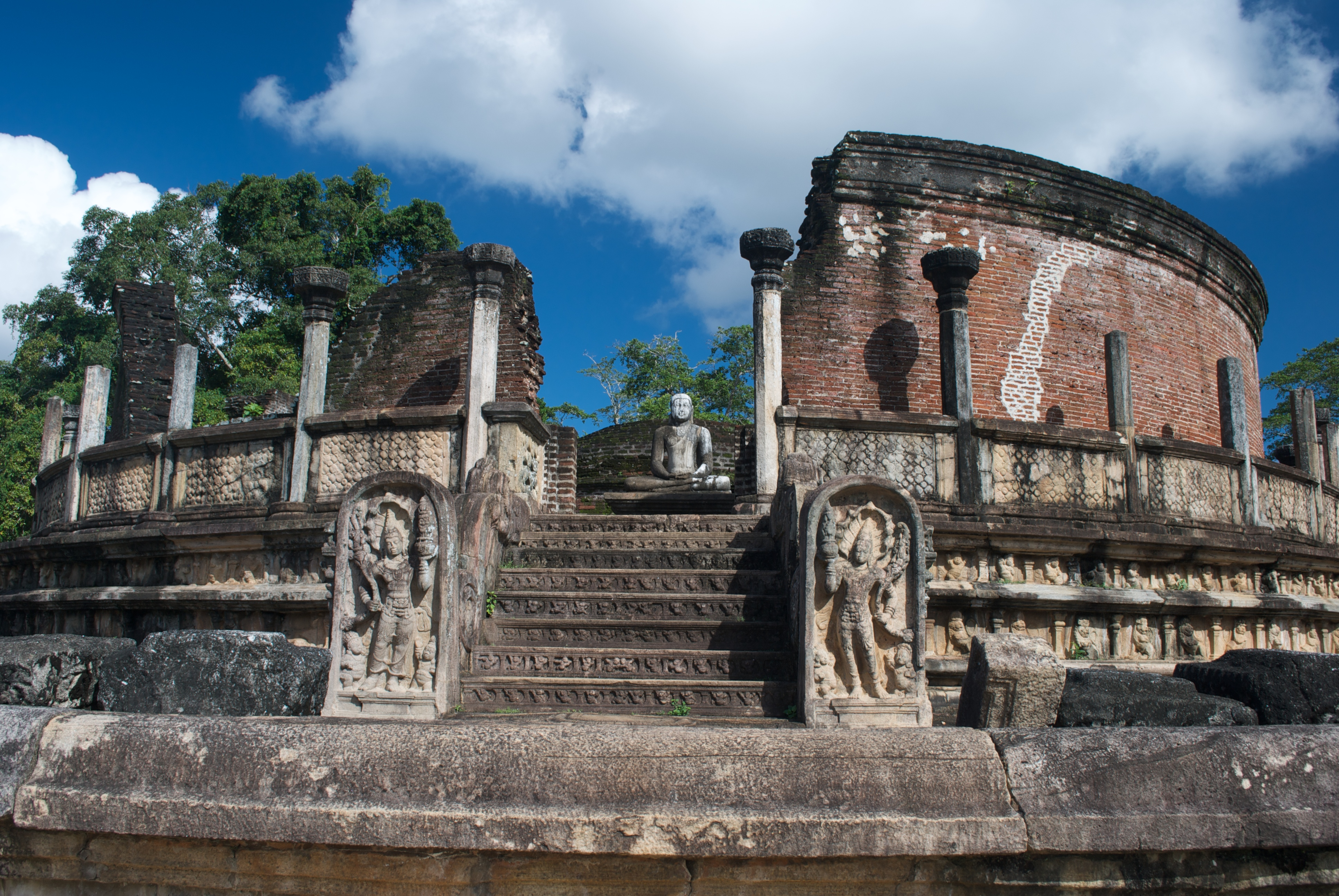
El Polonnaruwa Vatadage como se ve hoy.

Las teorías varían entre arqueólogos e historiadores sobre quién construyó el Polonnaruwa Vatadage y cuándo. Una de esas teorías sugiere que fue construida por Parakramabahu I durante su reinado en el siglo XII. El Culavamsa, una crónica antigua, menciona que construyó un santuario de piedra circular para contener la reliquia del diente de Buda. El arqueólogo Harry Charles Purvis Bell creía que este santuario es el Polonnaruwa Vatadage. Esto se contradice con varias fuentes antiguas de la isla, incluidas Rajavaliya y Poojavaliya, que mencionan que fue construida por Nissanka Malla. Sin embargo, según los estudios de Arthur Maurice Hocart, Nissanka Malla solo renovó un edificio ya existente e hizo algunas adiciones como la entrada y el porche exterior. Wilhelm Geiger, que tradujo el antiguo Mahavamsa, y el historiador HW Codrington están de acuerdo con esta teoría. Una inscripción de piedra cercana colocada por Nissanka Malla enumera el Vatadage entre sus construcciones. En esto, afirma que fue construido por uno de sus generales bajo su propia dirección.
Una característica única de la arquitectura de la antigua Sri Lanka, se construyeron vatadages para la protección de pequeñas estupas que tenían una reliquia importante consagrada en ellas o se construyeron en un terreno sagrado. Si el Polonnaruwa Vatadage es el santuario construido por Parakramabahu I, la reliquia del diente de Buda se habría guardado en su interior. Otra posibilidad es que el cuenco de las limosnas utilizado por el Buda se haya guardado aquí. Ambas reliquias eran objetos importantes en la antigua cultura de Sri Lanka y habrían hecho del Polonnaruwa Vatadage uno de los edificios más importantes y venerados del país.
El Reino de Polonnaruwa terminó en 1215 con una invasión del sur de la India. El Polonnaruwa Vatadage parece haber sido abandonado con la caída del reino, y no se menciona en las crónicas de períodos posteriores. No fue hasta 1903 que el Departamento de Arqueología comenzó los trabajos de excavación en el sitio bajo Bell, quien señaló que en ese momento era "solo un montículo de tierra".

## Ubicación y apariencia

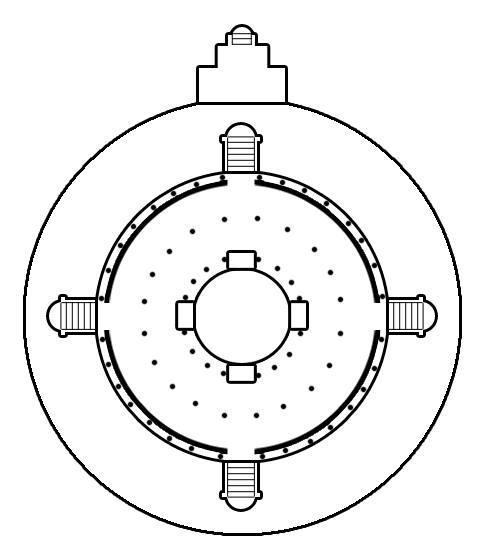
Disposición del Polonnaruwa Vatadage, con el círculo exterior indicando la plataforma inferior y el segundo círculo indicando la plataforma superior. La estupa, rodeada por cuatro estatuas, así como tres filas concéntricas de columnas de piedra se encuentran en la plataforma superior a la que se accede a través de cuatro entradas.

El Polonnaruwa Vatadage está ubicado en un área cuadrangular conocida como Dalada Maluva en la antigua ciudad de Polonnaruwa. La Dalada Maluva contiene algunos de los monumentos más antiguos y sagrados de la ciudad. El Polonnaruwa Vatadage, que ocupa la mayor parte del área suroeste del mismo, es una estructura prominente entre ellos. Es el ejemplo mejor conservado de Vatadage en el país, y es algo similar en diseño a los que pertenecen al período Anuradhapura, especialmente Thuparamaya y Lankaramaya.
El edificio se ha construido alrededor de una pequeña estupa con un diámetro de base de 8,4 m. El Vatadage tiene dos niveles; la plataforma inferior y la plataforma superior elevada que contiene la estupa. La plataforma superior mide 24,4 m de diámetro, y el inferior 36,6 m. La plataforma inferior es 1,3 m desde el nivel del suelo, y la plataforma superior está a 1,6 m desde la parte inferior.
La plataforma circular inferior se ingresa a través de una sola entrada en el lado norte. Cuatro puertas de construcción elaborada conducen desde él a la plataforma superior, que está rodeada por una pared de ladrillos en su borde. Estas entradas están orientadas a los cuatro puntos cardinales. El centro de esta plataforma está ocupado por la estupa, que tiene cuatro estatuas de Buda sentadas a su alrededor, cada una frente a una de las entradas. Cada una de estas estatuas 1,5 m altura, y están sentados en asientos de piedra con una altura de 0,9 m cada uno. En la plataforma superior habían existido tres filas concéntricas de columnas de piedra. Dos de estas filas, de las que no queda nada, estaban dentro de la pared de ladrillos, mientras que la tercera fila está justo afuera. La fila interior constaba de 16 columnas, la fila central de 20 y la fila exterior de 32. Las columnas de piedra existentes del anillo exterior miden aproximadamente 2,4 m de altura.

## Arquitectura y mampostería

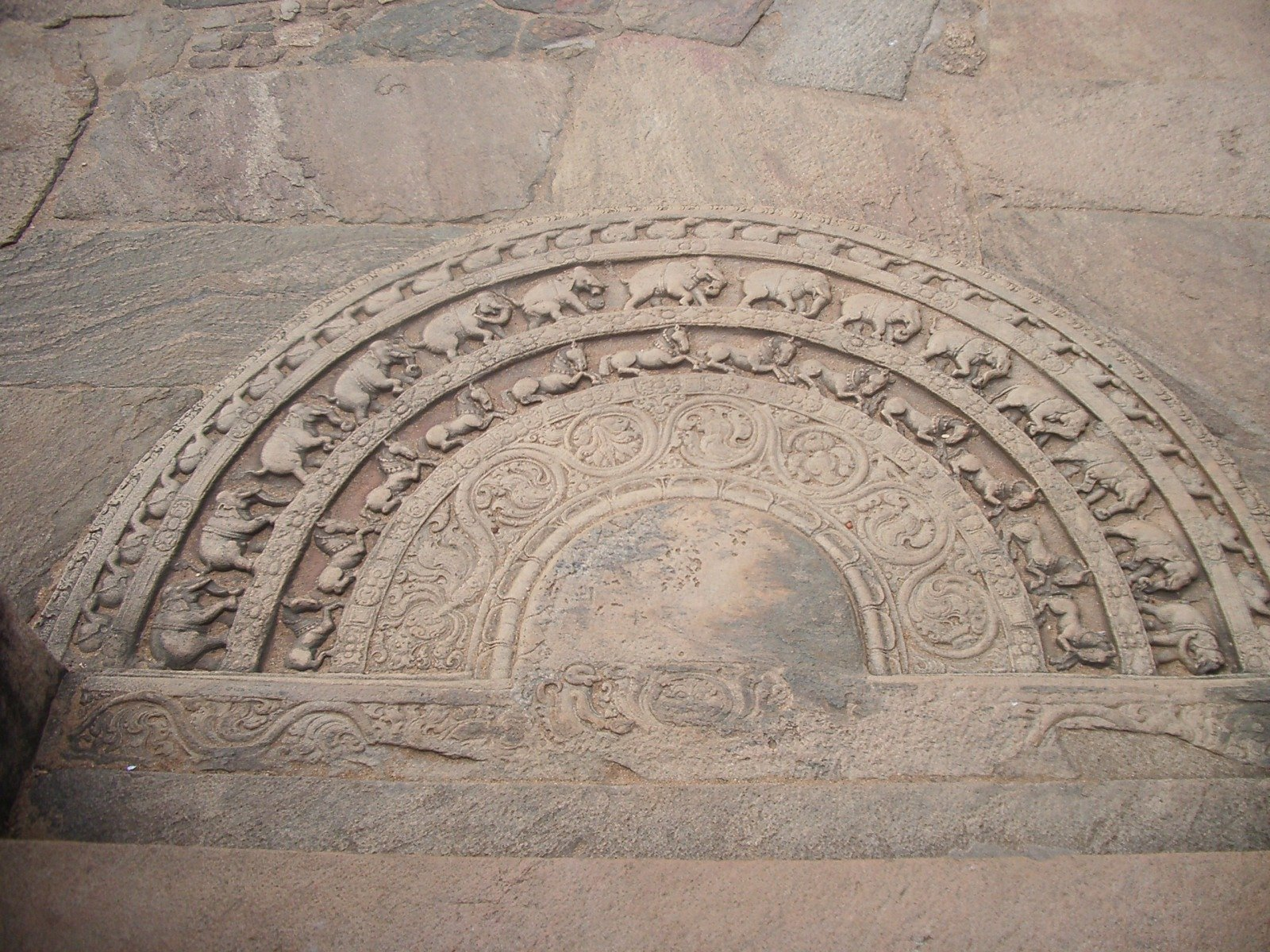
Un sandakada pahana en una de las entradas.

En la antigua Sri Lanka se empleaba a ciudadanos en obras de construcción y reparación como forma de pago de impuestos. Esa mano de obra también puede haber sido utilizada en la construcción del Polonnaruwa Vatadage. Sin embargo, la calidad de los trabajos indica que la mayor parte de la tarea puede haber sido realizada por artesanos expertos. La arquitectura de las estructuras de tipo vatadage estuvo en su apogeo durante el período Polonnaruwa, y se considera que Polonnaruwa Vatadage es su "desarrollo final". Algunas de las características más llamativas de la estructura son sus elaboradas tallas de piedra. El sandakada pahana (piedra lunar) en la entrada norte y las dos muragalas (piedra guardia) en la entrada este se consideran los mejores ejemplos de tales características arquitectónicas pertenecientes al período Polonnaruwa. Estos elementos decorativos se colocaron comúnmente en las entradas a los edificios monásticos de la antigua Sri Lanka, y los historiadores creen que sandakada pahanas representan el ciclo de Saṃsāra en el budismo. Según Bell, las tallas en los lados de la plataforma superior son "incomparables, ya sea en Anuradhapura o Polonnaruwa, y probablemente en cualquier otro santuario budista de Ceilán".
Las columnas de piedra rectas y simétricas que hay en Polonnaruwa Vatadage son bastante similares a las que se ven en los edificios del período Anuradhapura. El pie de cada columna está tallado en forma de flor de loto. El arqueólogo Senarath Paranavithana ha sugerido que estas columnas de piedra habían sostenido un techo de madera. Esto es ampliamente aceptado, y los clavos y tejas encontradas en excavaciones parecen respaldarlo. Otra teoría es que el Vatadage no tenía techo, y las columnas de piedra se usaban para colgar lámparas, cortinas o símbolos budistas.

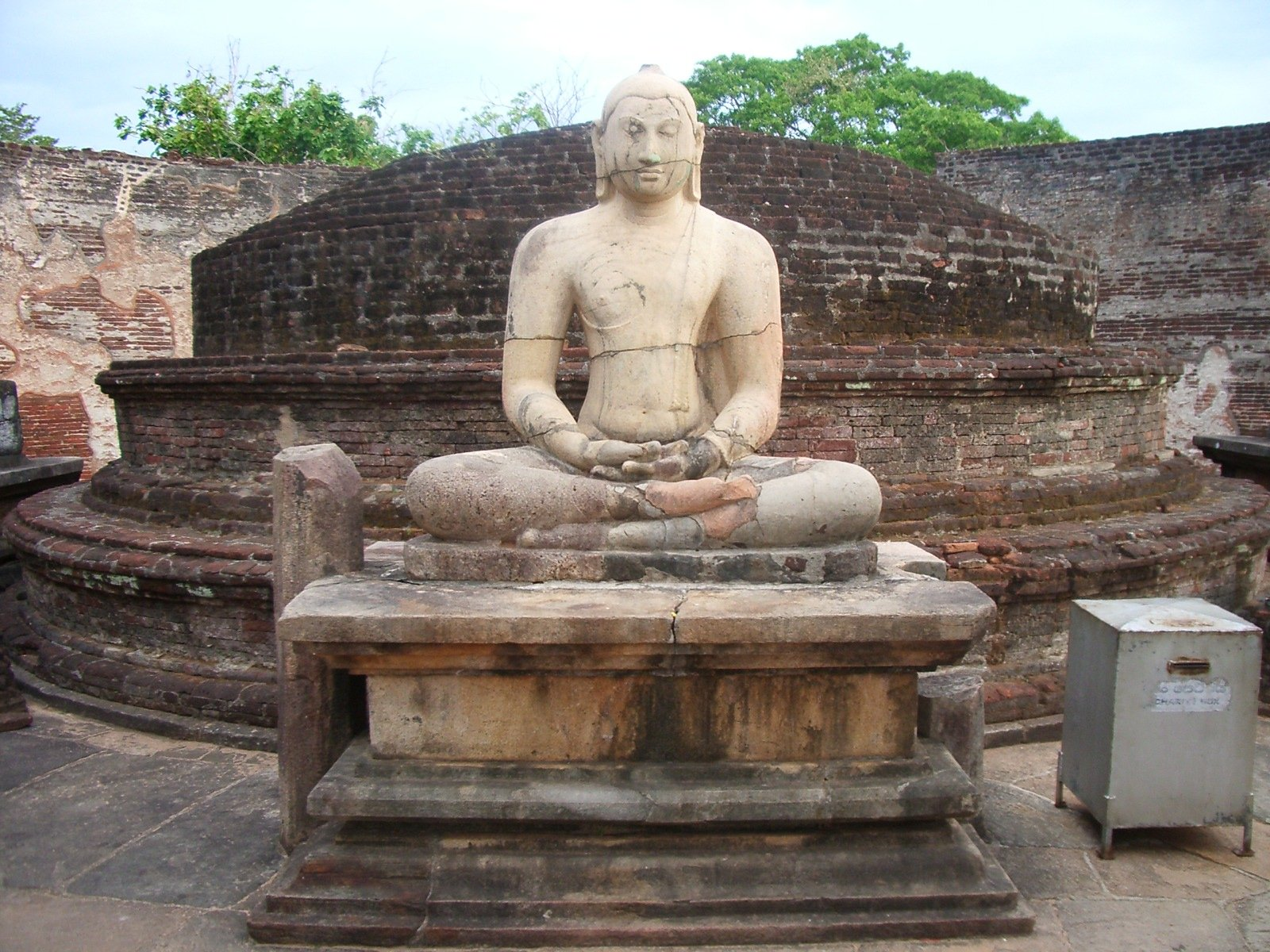
Una de las estatuas de Buda en la plataforma superior, ubicada junto a la estupa. La pared de ladrillos es visible en el fondo.

La pared de ladrillos alrededor de la plataforma también se está conservado, aunque algunas partes se han desprendido. Es bastante grueso — 0,8 m — y se construyó tal vez para proteger la estupa de los lados. Hay evidencia de que la superficie interior de la pared había sido adornada con pinturas. Su parte inferior está cubierta por paneles de piedra con tallas de diseño floral. Debajo del muro, el lado de la plataforma superior está decorado con tallas, al igual que el lado de la plataforma inferior.
Las cuatro estatuas de Buda, que representan el mudra Dhyana, también están talladas en roca sólida. Dos de ellos están más o menos intactoas, mientras que solo quedan partes de los otras dos. La estupa en el medio parece haber sido del diseño de Bubbulakara (en forma de burbuja) que se ve comúnmente en Sri Lanka. La parte superior ha sido destruida y solo queda la parte inferior en forma de cúpula. Sin embargo, tiene solo dos Pesavas (los anillos que se encuentran en la base de las estupas) en lugar de los tres tradicionales.